# Нижній Черек
Нижній Черек (рос. Нижний Черек) — село в Урванському районі Кабардино-Балкарії Російської Федерації.
Орган місцевого самоврядування — сільське поселення Нижній Черек. Населення становить 2999 осіб.

## Історія
Згідно із законом від 27 лютого 2005 року органом місцевого самоврядування є сільське поселення Нижній Черек.

## Населення
| 2002  | 2010  | 2012  | 2013  | 2014  | 2015  | 2016  |
| ----- | ----- | ----- | ----- | ----- | ----- | ----- |
| 3008  | ↘2999 | ↗3038 | ↗3076 | ↗3115 | ↗3154 | ↗3186 |
| 2017  | 2018  | 2019  | 2020  |       |       |       |
| ↗3207 | ↗3247 | ↗3289 | ↗3301 |       |       |       |